# نیدرکیرشن بای دایدس‌هایم
نیدرکیرشن بای دایدسهایم (به آلمانی: Niederkirchen bei Deidesheim) یک شهر در آلمان است که در باد دورکهایم واقع شده‌است. و ۲٬۳۹۶ نفر جمعیت دارد.